# Olustvere
Olustvere (jusqu'en 1920 en allemand : Ollustfer) est un village estonien de la région de Viljandi, au centre du pays, qui appartient depuis 2005 à la commune de Suure-Jaani (autrefois Groß-St. Johannis).

## Démographie
Le village avait une population de 527 habitants au 1er janvier 2007 et de 465 habitants au 1er janvier 2009.
Au 31 décembre 2011, il compte 46 habitants.
C'était autrefois le centre administratif de la commune de Olustvere.

## Historique

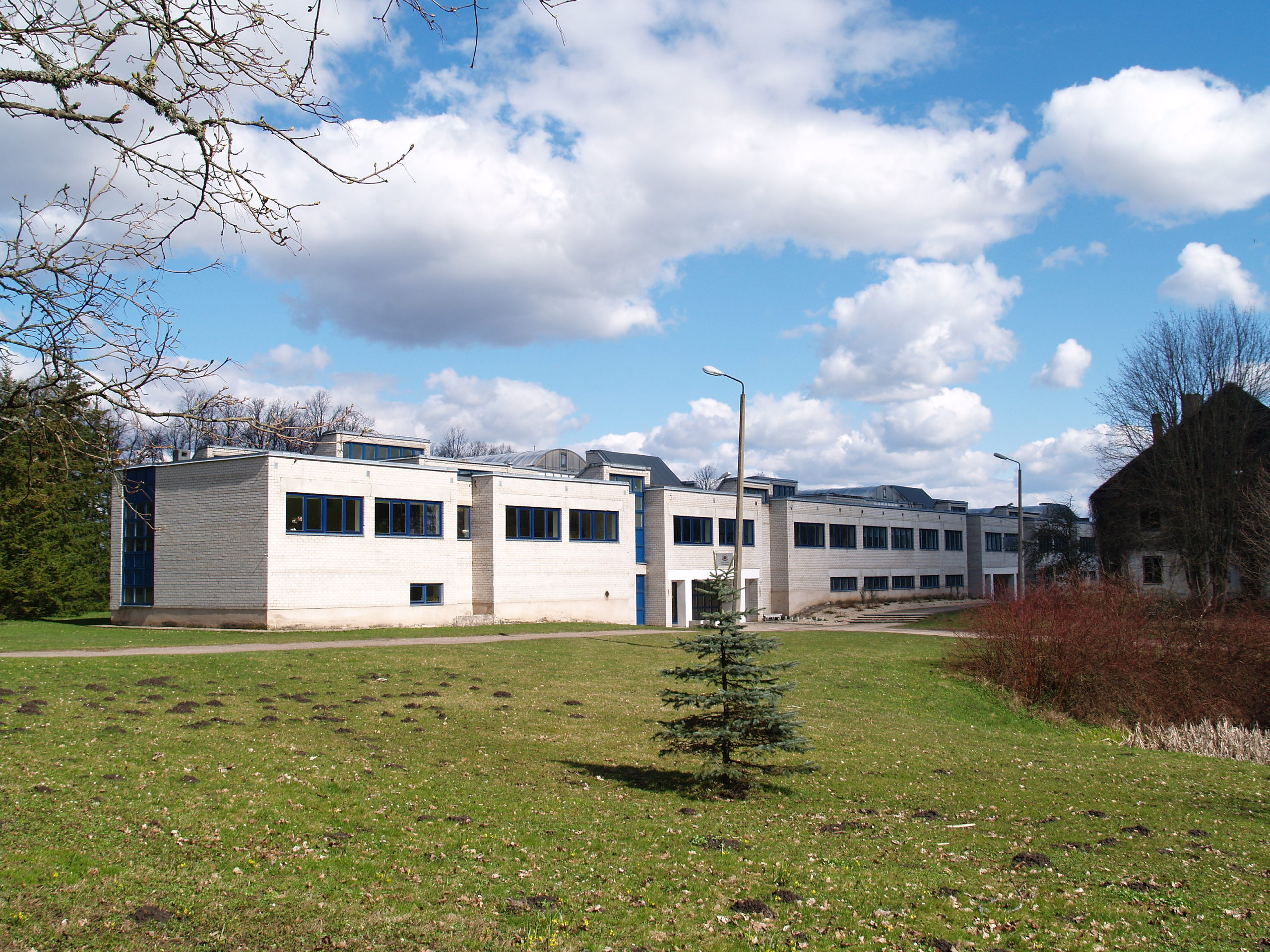
Vue de l'école technique d'Olustvere

Le village fait partie d'un domaine appartenant depuis le début du XVIIe siècle à la famille de La Gardie, puis du XVIIIe siècle à 1919 à la famille von Fersen. Le domaine d'Ollustfer comprend un manoir reconstruit au XVIIIe siècle et en 1850 et un nouveau manoir Jugendstil construit en 1903. C'est à l'époque l'une des exploitations agricoles des plus modernes de l'Empire russe, et de la province de Livonie, ainsi qu'un point d'attraction économique de la paroisse de Groß-St. Johannis (aujourd'hui Suure-Jaani).
Une petite église orthodoxe y est construite en 1847 pour la communauté de fidèles orthodoxes russes. Elle est dédiée à saint Pierre et à saint Paul avec un cimetière. Celle-ci déménage à Groß-St. Johannis au début du XXe siècle.
Lorsque le domaine est nationalisé en octobre 1919 et la famille von Fersen expropriée, on y installe une école d'agriculture. C'est aujourd'hui en partie un musée local. On peut encore admirer l'allée de 10 kilomètres et les chênes, tilleuls et frênes qui ont été plantés dans le parc à la fin du XIXe siècle. Il y avait autrefois une petite gare de chemin de fer, inaugurée en 1901, qui n'est plus en activité.